# آرایشگر شهر سویل (نمایش‌نامه)
آرایشگر شهر سِویل یا ریش‌تراشِ اشبیلیه نمایشنامه‌ای فرانسوی از پیر بومارشه است.